# Šupinovka olšová
Šupinovka olšová (Pholiota alnicola) je nejedlá dřevokazná houba z čeledi límcovkovitých.

## Výskyt
Roste vzácně v srpnu až říjnu na živém i mrtvém dřevě olší, někdy i vrb převážně lužních lesích a u řek.

## Synonyma
- Agaricus alnicola Fr.
- Agaricus apicreus Fr.
- Dryophila alnicola (Fr.) Quél.
- Flammula alnicola (Fr.) P. Kumm.
- Flammula apicrea (Fr.) Gillet
- Pholiota apicrea (Fr.) M.M. Moser
- Pholiota aromatica P.D. Orton
- Pholiotina alnicola (Fr.) Singer[1]
- Plaménka olšová

## Variety
- Pholiota alnicola var. alnicola (Fr.) Singer (1951)
- Pholiota alnicola var. salicicola (Fr.) Holec [1]